# Erhard Junghans (Politiker)
Erhard Junghans (* 27. Januar 1925 in Weinheim, Bergstraße; † 21. Mai 2005) war ein deutscher Politiker der baden-württembergischen CDU.

## Werdegang
Junghans wurde als Sohn eines Werkmeisters geboren. Er besuchte Volks- und Handelsschule und begann 1939 eine Lehre bei der Stadtverwaltung Weinheim. Von 1942 bis 1945 leistete er Kriegsdienst und wurde mehrfach zum Teil schwer verwundet. Nach Kriegsende kehrte er in den Verwaltungsdienst zurück und war in den Jahren 1956/57 als Beamter in der Bundeswehrverwaltung am Standort Mannheim tätig.
1957 wurde er Bürgermeister der Stadt Külsheim und blieb bis 1979 im Amt. 1964 zog er außerdem in den Landtag von Baden-Württemberg ein, dem er als Abgeordneter des Wahlkreises 43 (Tauberbischofsheim) drei Wahlperioden bis 1976 angehörte.
Junghans war katholisch und seit 1948 verheiratet, hatte vier Kinder.

## Ehrungen
- 1976: Bundesverdienstkreuz 1. Klasse
- 1979: Verdienstmedaille des Landes Baden-Württemberg
- Ehrenbürger der Stadt Külsheim